# Le Jeu de Cuse
Le Jeu de Cuse (titre original : Das Cusanus-Spiel) est un roman de science-fiction de l'auteur allemand Wolfgang Jeschke paru en 2005 et traduit en langue française en 2008.

## Prix littéraires
- Le Jeu de Cuse de Wolfgang Jeschke a reçu le prix Kurd-Laßwitz et le prix allemand de science-fiction du meilleur roman de science-fiction allemand en 2006.

## Édition française
- Wolfgang Jeschke (trad. de l'allemand par Christina Stange-Fayos), Le Jeu de Cuse, L'Atalante, coll. « La Dentelle du cygne », 2008, 636 p.